# Halston Sage
Halston Sage (właśc. Halston Jean Schrage, ur. 10 maja 1993 w Los Angeles) – amerykańska aktorka filmowa i telewizyjna.

## Kariera
Swoją karierę aktorską rozpoczęła w 2011 roku w wieku 18 lat, występując w roli Grace King, członkini Perfetek z serialu młodzieżowego produkcji Nickelodeon – Jak wymiatać. Ponadto wystąpiła również gościnnie w innych serialach – Victoria znaczy zwycięstwo czy Mega przygody Bucketa i Skinnera. W późniejszym czasie zagrała w filmach: Bling Ring, Jeszcze większe dzieci oraz Poker Night.
W marcu 2013 roku zagrała główną rolę Amber Fitch w serialu Randa Ravicha Stan kryzysowy stacji NBC, a rok później wystąpiła w filmie Nicholasa Stollera Sąsiedzi obok Setha Rogena i Zaca Efrona.
Halston Sage jest córką Lenny'ego i Temy. Ma dwójkę młodszego rodzeństwa, Maxa i Kate. Jest Żydówką.

## Filmografia

### Telewizja
| Rok  | Tytuł                            | Rola           | Informacje                     |
| ---- | -------------------------------- | -------------- | ------------------------------ |
| 2011 | Victoria znaczy zwycięstwo       | Sadie          | odcinek Beggin' on Your Knees  |
| 2012 | Jak wymiatać                     | Grace King     | główna rola                    |
| 2012 | Mega przygody Bucketa i Skinnera | Catherine Toms | odcinek Epic Crashers          |
| 2012 | Figure it Out                    | jako ona sama  | gościnnie w czterech odcinkach |
| 2014 | Stan kryzysowy                   | Amber Fitch    | główna rola                    |
| 2017 | Orville                          | Alara Kitan    | w gł. obsadzie                 |

### Film
| Rok  | Tytuł                  | Rola           | Informacje           |
| ---- | ---------------------- | -------------- | -------------------- |
| 2012 | Joan's Day Out         | Jenna          | film krótkometrażowy |
| 2012 | The First Time         | Brianna        |                      |
| 2013 | Bling Ring             | Amanda         |                      |
| 2013 | Jeszcze większe dzieci | Nancy Arbuckle |                      |
| 2014 | Poker Night            | Amy            |                      |
| 2014 | Sąsiedzi               | Brooke         |                      |
| 2015 | Papierowe miasta       | Lacey          |                      |
| 2017 | Zanim odejdę           | Lindsay        |                      |
| 2017 | You Get Me             | Alison         |                      |